# Wonderful (álbum de Family Fantastic)
Wonderful, en el año 2008, Family Fantastic edita su segundo álbum: Wonderful. Phil Creswick y  Vince Clarke continúan en el grupo y en esta ocasión se suman James Gray y Daphne Diamant. Si bien  participaron activamente del álbum, Nick Carter y Derek Gassyt, figuran como invitados especiales.

## Lista de canciones
| Wonderful |                               |          |  |
| N.º       | Título                        | Duración |  |
| 1.        | «So Sentimental»              | 3:33     |  |
| 2.        | «Cargo Cult»                  | 4:01     |  |
| 3.        | «Boom Boom»                   | 3:14     |  |
| 4.        | «Falling»                     | 4:55     |  |
| 5.        | «Hold Me»                     | 4:51     |  |
| 6.        | «Shimmy Shimmy»               | 3:27     |  |
| 7.        | «Southern Hemisphere Girl»    | 4:00     |  |
| 8.        | «Somewhere»                   | 3:35     |  |
| 9.        | «Wonderful»                   | 4:01     |  |
| 10.       | «Lullaby»                     | 2:29     |  |
| 11.       | «Something Stupid»            | 3:07     |  |
| 12.       | «Boom Boom (Genderfix Remix)» | 4:27     |  |
| 13.       | «Hold Me (Genderfix Remix)»   | 5:59     |  |

## Datos técnicos
Temas 1, 3, 4, 5, 8 y 10 escritos por (Clarke, Creswick, Diamant, Carter). Tema 2 escrito por (Gray). Temas 6, 7 y 9 escritos por (Clarke, Creswick, Gray, Carter).

### Cantantes
- Daphne Diamant: So sentimental, Boom boom, Falling, Somewhere, Lullaby y Something Stupid
- Phil Creswick: Hold me
- Jaames Gray: Cargo cult, Shimmy shimmy, Southern hemisphere girl y Something stupid

### Músicos
- Vince Clarke, Nick Carter
- Percusión adicional y silbidos: Derek Gassyt